# Flor de Mayo, Amatenango de la Frontera
Flor de Mayo är en ort i Mexiko.   Den ligger i kommunen Amatenango de la Frontera och delstaten Chiapas, i den sydöstra delen av landet, 900 km sydost om huvudstaden Mexico City. Flor de Mayo ligger 865 meter över havet och antalet invånare är 268.
Terrängen runt Flor de Mayo är bergig söderut, men norrut är den kuperad. Runt Flor de Mayo är det ganska tätbefolkat, med 100 invånare per kvadratkilometer. Närmaste större samhälle är Frontera Comalapa, 8,4 km nordväst om Flor de Mayo. I omgivningarna runt Flor de Mayo växer i huvudsak städsegrön lövskog.